# Воробей (фильм, 1993)
«Воробей» или «История одной любви» (англ. Sparrow, итал. Storia di una capinera) — художественный фильм режиссёра Франко Дзеффирелли, экранизация романа Джованни Верга. Снят на Сицилии в 1993 году.

## Сюжет
1854 год. На Сицилии бушует холера. 16-летняя послушница Мария вынуждена уехать домой, чтобы не заразиться. Мачеха Марии и её сестры, которые видят в девушке только невесту Христа, с осуждением относятся к романтическим отношениям между Марией и соседом-студентом Нино, и в конце концов Марии приходится вернуться в монастырь к своему предназначению.

## В ролях
- Анджела Беттис — Мария
- Джонатон Шек — Нино
- Сара-Джейн Александер — Аннетта
- Андреа Кассар — Гиги
- Джон Касл — Джузеппе
- Валентина Кортезе — настоятельница
- Шинейд Кьюсак — Матильда
- Фрэнк Финлей — отец Нунцио
- Миа Фотергилл — Джудитта
- Пэт Хейвуд — сестра Тереза
- Денис Куилли — барон Сезаро
- Ванесса Редгрейв — сестра Агата

## Награды и номинации
Художник по костюмам Пьеро Този за работу в этом фильме в 1994 году удостоился премии «Давид ди Донателло», а в 1995 — премии «Серебряная лента» (Italian National Syndicate of Film Journalists).

## Интересные факты
- С итальянского дословно название фильма и одноимённого романа можно перевести как «История славки-черноголовки».